# Þjófahnjúkar
Þjófahnjúkar är en bergstopp i republiken Island. Den ligger i regionen Austurland, 300 km öster om huvudstaden Reykjavík. Toppen på Þjófahnjúkar är 1 160 meter över havet, eller 230 meter över den omgivande terrängen. Bredden vid basen är 1,7 km.
Trakten runt Þjófahnjúkar är nära nog obefolkad, med mindre än två invånare per kvadratkilometer. Det finns inga samhällen i närheten. Trakten runt Þjófahnjúkar består i huvudsak av gräsmarker.